# Бактериом
Бактериом — специализированный орган некоторых насекомых, в котором находятся эндосимбиотические бактерии. Бактериом содержит специализированные клетки, называемые бактериоциты — клетки в которых присутствуют прокариотические эндосимбиотические организмы. Таковыми клетками являются например, клетки жирового тела у тлей и др. Данные клетки обеспечивают питательные вещества и место обитания бактериям, защищая животное-хозяина. В обмен, бактерии обеспечивают насекомое витаминами и аминокислотами.
Некоторые насекомые, как например цикадка Homalodisca vitripennis являются хозяином более чем одного вида бактерий. Важнейший симбионт мухи-цеце — бактерия Wigglesworthia также населяет клетки бактериома мухи. Геном бактерии Wigglesworthia содержит гены, которые необходимы для синтезирования витаминов группы B, тогда как у мухи це-це имеются только лишь гены, необходимые для их транспортировки. Очевидно, что бактерия-симбионт обеспечивает хозяина необходимыми для его жизнедеятельности витаминами.
У щитовок бактериом имеет уникальные генетические и сексуальные свойства. Например, у них есть пять копий каждой хромосомы — в том числе две копии полного генома материнской особи.
Бактериом с эндосимбионтами имеется также у долгоносиков.  